# Salto BASE
El salto BASE es un deporte extremo que consiste en saltar a gran altura desde objetos fijos, usando un paracaídas para descender hasta el suelo con seguridad. Sus siglas significan: Building («edificio»), Antenna («antena», también referido a chimeneas o torres de tendido eléctrico), Span («viaducto» o «vano») y Earth («Tierra», pudiendo hacer referencia a riscos o acantilados).
Estas fueron acuñadas por el cineasta Carl Boenish, quien en 1978 filmó los primeros saltos desde El Capitán (parque nacional de Yosemite, California), hechos usando paracaídas rectangulares y la técnica de tracción o deriva en caída libre y que definieron de hecho el salto BASE moderno.
El salto BASE, en la actualidad, es reconocido como el «deporte más peligroso del mundo». El riesgo es considerable, pero muy calculado y controlado. Los practicantes de este deporte estudian cada salto antes de realizarlo y solo se realiza si las condiciones son las adecuadas para hacer el salto. El salto BASE ya ha sido aceptado como un deporte aéreo en España y hay varias escuelas donde aprender esta modalidad.
Habitualmente se utiliza un solo paracaídas especial. El uso de otro paracaídas de reserva, como se hace en los saltos desde una aeronave, no tiene mucho sentido y es opcional, ya que se suele saltar de cabeza desde muy poca altura, en comparación con un salto de avión. Se trata, pues, de saltos muy breves, en los que no habría tiempo de activar un paracaídas de reserva, en caso de que fallara el paracaídas principal. Es por ello por lo que los paracaídas empleados se asemejan más al paracaídas de reserva que al principal de los usados en salto de avión.
Un salto BASE ha de hacerse con el equipamiento específico para salto, ya que son muy diferentes las necesidades, tiempos de apertura y fuerzas que actúan en la apertura del paracaídas.
Antes de iniciarse en el salto BASE se necesita dominar suficientemente la caída libre, lo que se puede conseguir habiendo realizado antes de 200 a 250 saltos en caída libre.
Existen muchos sitios alrededor del mundo donde practicarlo. Kjerag, en Noruega, es uno de los lugares más altos desde donde se puede saltar, con una altura de unos 600 metros.

## Comparación con el paracaidismo
Los saltadores BASE han querido ir más allá, pues el tradicional paracaidismo desde un avión en vuelo les ha quedado pequeño. Los saltos BASE se hacen generalmente de altitudes mucho más bajas que las habituales en paracaidismo y en proximidad cercana al acantilado o a la torre que proporciona la plataforma del salto. Además, un saltador BASE adquiere en el salto una velocidad aérea más baja que un paracaidista, debido a la altitud limitada, y muy raramente llega a la velocidad terminal de un paracaidista. 
Los paracaidistas usan el flujo de aire para estabilizar su posición, permitiendo que el paracaídas se abra de forma limpia. Los saltadores BASE, cayendo a velocidades más bajas, tienen menos control aerodinámico y pueden voltearse y perder el control. La posición del cuerpo en el momento de saltar determina la estabilidad del vuelo en los primeros segundos, antes de alcanzar la suficiente velocidad aérea para permitir la estabilidad aerodinámica. 
En saltos BASE a baja altura, la apertura del paracaídas ocurre durante esta fase temprana del vuelo, así que si una mala salida conduce a un volteo con pérdida del control, el saltador tal vez no pueda corregirlo antes de la apertura. Si se despliega el paracaídas mientras el saltador está volteando, hay un riesgo elevado de enredo o de malfuncionamiento. También puede suceder que el saltador no esté encarado en la dirección correcta. Una apertura estando girado de esa manera, mirando en una dirección distinta a la que se tenía en el momento del salto, no es problema en paracaidismo; de hecho resulta indiferente en la mayoría de las ocasiones. Pero aperturas estando encarado en mala dirección, que han conducido a golpear el objeto del cual se saltaba, han causado graves lesiones y muertes en salto BASE. 
Se recomienda que un paracaidista experimentado abra su paracaídas no más bajo de 600 metros (2.000 pies). En aquel momento, si ya ha estado en caída libre al menos 300 m (1000 pies), el paracaidista está volando a 275,4 km/h (76 m/s), y está a 11 segundos de la tierra. La mayoría de los saltos BASE se hacen desde menos de 600 m (2.000 pies). Por ejemplo, un salto BASE de un objeto de 150 m (500 pies) de altura está a alrededor de 5,6 segundos del suelo si el saltador permaneciera en caída libre toda la altura del salto (se suele llamar a esto: tiempo hasta el punto de impacto). En tal salto, el paracaídas debe abrirse aproximadamente a la mitad de la velocidad aérea del paracaidista, y debe hacerlo más rápidamente además, recorriendo durante la apertura una distancia en vertical más corta. Los sistemas estándares usados en paracaidismo no están diseñados para esta situación, de forma que los saltadores BASE utilizan arneses y contenedores del paracaídas especialmente diseñados para ello, con pilotillos más grandes de lo normal, y saltan solamente con un paracaídas, puesto que no habría tiempo para utilizar un paracaídas de reserva. 
Los equipos estándares usados en paracaidismo se pueden utilizar solo en saltos BASE altos. Si es modificado, quitando la bolsa y el slider, guardando las líneas en un bolsillo de la cola y colocándole un pilotillo grande, el material estándar empleado en paracaidismo sirve asimismo para saltos BASE más bajos, pero es mucho más propenso a algunos tipos de malfuncionamiento que son raros en paracaidismo normal (tales como line-overs y líneas rotas). 
Otro riesgo es que la mayoría de los lugares donde se puede hacer salto BASE tienen áreas muy pequeñas en las cuales aterrizar, a lo que además se añade que el saltador dispone de poco margen de altura y poco tiempo para ejecutar la maniobra de aproximación a la zona de aterrizaje. Un paracaidista principiante, después de la apertura del paracaídas, puede tener 5 minutos o más de vuelo bajo campana (con el paracaídas abierto) hasta el aterrizaje. Un salto BASE desde una altura de 152 m (500 pies) tendrá un vuelo bajo campana de 10 a 15 segundos como mucho. 
Una forma para hacer que un paracaídas se abra muy rápidamente es utilizar una línea estática o bolsa directa. Estos dispositivos forman una unión entre el paracaídas y la plataforma del salto, que estira hacia fuera el paracaídas y las líneas de suspensión mientras el saltador cae, antes de separarse y permitir que el paracaídas se infle. Este método permite realizar saltos muy bajos, por debajo de 60 m (200 pies), aunque a la mayoría de los saltadores BASE les motiva más hacer saltos de altura que implican caída libre.
En los saltos BASE más altos, aquellos que permiten un tiempo de caída libre de cinco segundos o más, puede ser necesario utilizar la técnica de tracking o deriva en caída libre, para separarse del objeto del que se salta (especialmente en saltos de precipicios o acantilados, donde puede haber partes de la pared que sobresalgan de la vertical). Plataformas de salto que proporcionen un desplome, tales como puentes o acantilados desplomados naturalmente, son más convenientes a este respecto y por ello mejores para saltadores BASE principiantes.

## Equipo

Fases del salto con traje aéreo.

En la actualidad existe un equipo especializado en esta disciplina, se utiliza un único paracaídas regularmente más grande que el de paracaidismo de avión y recientemente se ha comenzado a emplear el traje aéreo o wingsuit. En esta disciplina se prescinde del paracaídas de emergencia ya que no hay tiempo suficiente para su despliegue debido a la escasa distancia a tierra.
El nuevo wingsuit  es un traje especial con alas que permiten planear en una relación de 2,5, es decir por cada metro que el saltador cae, este avanza 2,5 metros en horizontal.

## Historia
Hay ejemplos aislados de saltos BASE que datan de finales del siglo XVIII.
- En 1783 Louis-Sébastien Lenormand hizo el primer salto en paracaídas de la torre del observatorio de Montpellier, precediendo al salto de un globo de Garnerin.
- En 1912 Frederick Law saltó de la Estatua de la Libertad.
- En 1913 Štefan Banič saltó de un edificio para hacer una demostración de su nuevo paracaídas a la Oficina de Patentes de Estados Unidos y a los militares.
- También durante 1913 un estudiante ruso llamado Vladimir Ossovski (Владимир Оссовский), del Conservatorio de San Petersburgo, saltó del puente de 53 metros de altura sobre el río Sena en Ruan (Francia), usando el paracaídas RK-1, inventado un año antes por Gleb Kotelnikov (1872-1944). Ossovski planeó asimismo saltar de la Torre Eiffel, pero el alcalde de París no lo permitió. (Información de la edición rusa del compartimiento de GEO, de la edición 11, en noviembre de 2006, GEO).
- En 1966 Michael Pelkey y Brian Schubert saltaron de la pared de El Capitán en el valle de Yosemite.
- El 9 de noviembre de 1975, la primera persona en lanzarse en paracaídas de la Torre CN (Torre Nacional de Canadá) en Toronto era un miembro del equipo de construcción, Bill Eustace. Fue despedido.
- En 1975, Owen J. Quinn, en paro, se lanzó en paracaídas de la torre sur del World Trade Center para llamar la atención sobre la grave situación de los parados.
- En 1976 Rick Sylvester saltó del monte Asgard, en Canadá, para la escena de apertura de la película de James Bond La espía que me amó, mostrando al mundo su primera visión del salto BASE.
- En 2008 se celebra el primer campeonato de salto BASE en España desde el Gran Hotel Bali en Benidorm con la asistencia de más de 30 saltadores de todo el mundo. Evento que evoluciona y se convierte en el ProBASE World Cup que ya cuenta con 4 eventos distintos por todo el mundo, propulsado, dirigido y organizado por ProBASE World Cup Management. En España sigue el evento del Gran Hotel Bali bajo el nombre BASE JUMP Extreme World Championship producido por Pixion.

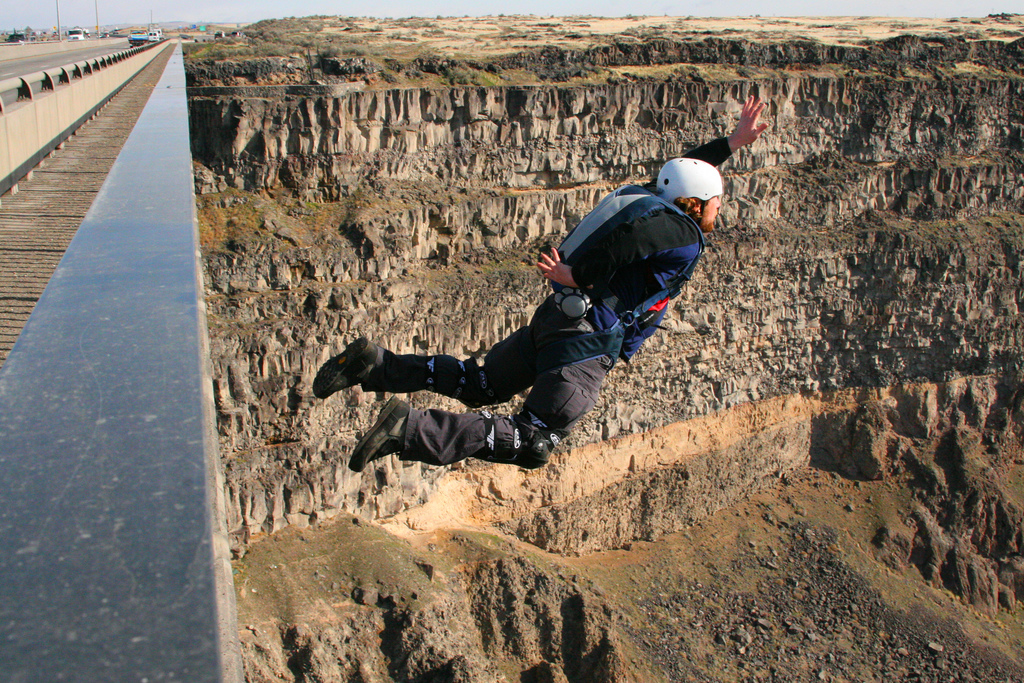
Salto desde un puente.

Sin embargo, estos y otros incidentes esporádicos eran experimentos de una sola vez, no la búsqueda sistemática de una nueva forma de lanzarse en paracaídas. Después de 1978, se repitieron los saltos filmados de El Capitán, no como ejercicio de publicidad o como un truco de película, sino como una verdadera actividad recreativa. Fue esto lo que popularizó el salto BASE más ampliamente entre los paracaidistas. Carl Boenish continuó publicando películas y revistas informativas sobre salto BASE, hasta su trágica muerte en 1984, durante un salto desde un acantilado en Noruega. Por aquel tiempo el concepto ya se había difundido ampliamente entre paracaidistas de todo el mundo, con centenares de practicantes haciendo saltos desde objetos fijos.
A lo largo de la historia ha habido muchos saltadores BASE muy buenos, pero desgraciadamente muchos de ellos ya han fallecido. Uno de estos pioneros fue Dwain Weston, uno de los primeros en introducir las acrobacias en este deporte. Murió durante un salto de exhibición desde un avión en 2003. Dwain fue un referente para mucha gente, que siguió sus pasos. 
Uno de ellos es conocido como "El Amarillo", nombre que lleva por siempre vestir de este color. Su traje amarillo se ha convertido en todo un símbolo en el salto BASE en España. "El Amarillo" saltó a la fama mundial después de lanzarse desde la Torre de Cristal en Madrid, que con 249 metros es el segundo edificio más alto de España. También es el saltador más famoso y mediático en nuestro país, lleva varias marcas nacionales como internacionales y ha prestado su imagen a varias campañas publicitarias y promociones de artistas, como la del alemán Denis Lisk o del inglés Paul Merton, y ha salido en numerosos reportajes televisivos. En uno de ellos, "Paul Merton in Europe" se lanza desde la cima de Montserrat en su traje amarillo y pasa a un cámara en el aire a apenas 5 metros de distancia, el salto BASE más espectacular visto hasta ahora en España.

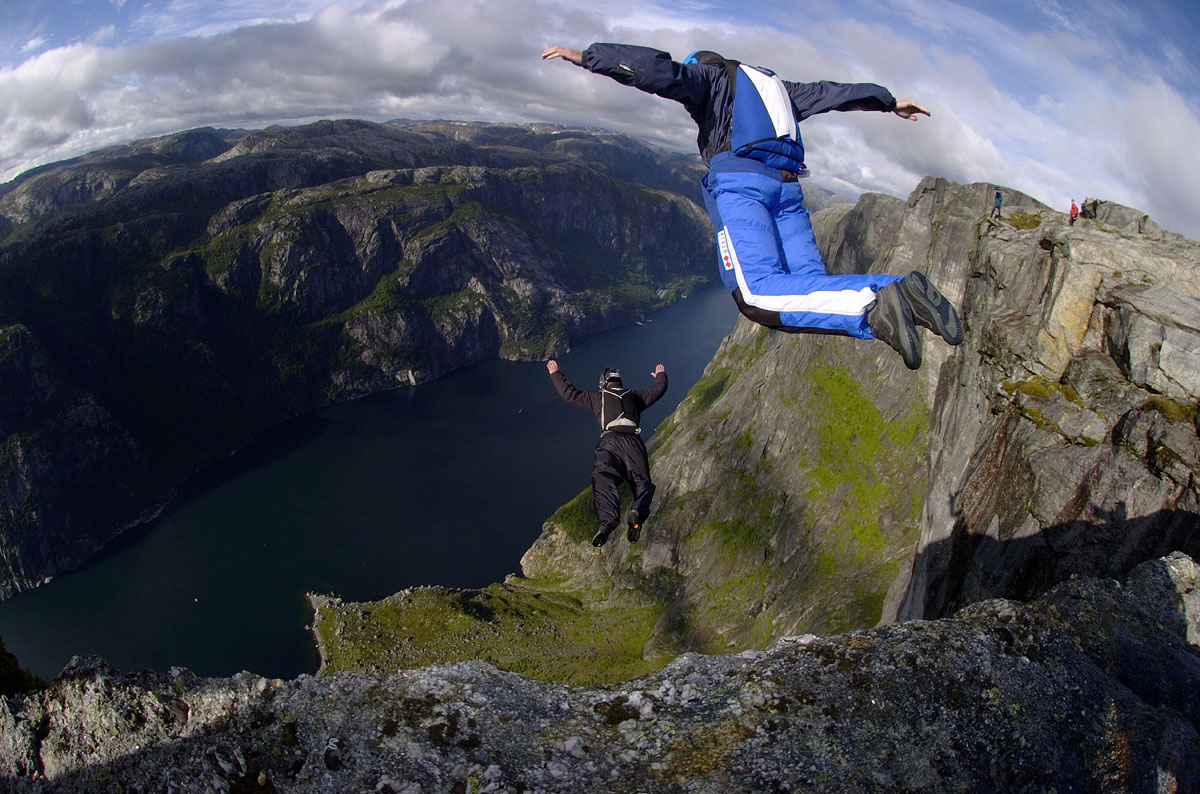
Salto desde terreno natural.

En Latinoamérica el salto BASE toma auge alrededor de 2004, con la primera presentación de paracaidismo y turismo de aventura en la feria turística FITCAR 2004 en Caracas, Venezuela. Entre los mejores y principales exponentes de esta disciplina, se encuentran André Vancampenhoud, belga-venezolano, quien ostenta el título de Base número 1 de Venezuela y quién contribuyó radicalmente en el desarrollo de la disciplina. Entre sus saltos se encuentra el Salto Ángel, la caída de agua más alta del mundo, el Roraima y el Gran Cañón en los Estados Unidos. Otros exponentes y saltadores BASE han destacado y se han consagrado en el deporte como la atleta Ana Isabel Dao, quien se convirtió en la primera venezolana en lanzarse desde el salto Ángel y completar los cuatro objetos del acrónimo BASE. El montañista y escalador José Antonio Vázquez, el conocido wingsuiter Carlos Pedro Briceño y destacados precursores de esta disciplina como Alberto Winklemann. Ygor Almeida y Anibal Dao quién junto al camarógrafo Tom Sanders (USA) organizaban eventos al Salto Ángel.
En 2005 se realiza de forma legal el primer "Angel Fall's Jungle Boogie", con la participación de reconocidos atletas de talla mundial.  El evento fue organizado en conjunto por la escuela de paracaidismo CLIFF con su director Ygor Almeida, el escalador y saltador BASE Pedro Moretti, la Brasileña Marta Empinotti (Récord Guinness)  y su esposo Jimmy Pouchert, ambos fundadores de APEX BASE.(USA)
La segunda edición del evento se realizó en el 2008 con la participación de más de 20 atletas de diversos países.
```
De esta forma Venezuela pasa a ser referencia en la expansión del salto BASE en Latinoamérica.
```

Colombia tiene como principal exponente a Jhonny Florez destacado wingsuiter y doble de Hollywood. 
El extremista Felipe González realizó el salto con mayor altitud en toda Latinoamérica con una altura de 5.355 metros, este lo logró en la Sierra Nevada del Cocuy.
Brasil es la cuna de Marta Empinotti, una de las figuras más importantes a nivel mundial en el desarrollo de los saltos BASE tanto a nivel técnico, como a nivel filosófico. Marta Empinotti, quien desde muy joven se dedicó a esta actividad al mudarse a los Estados Unidos cuando este "deporte" aún estaba en sus etapas iniciales. Marta ha contribuido de forma excepcional y sin precedentes con sus innovaciones al crecimiento y evolución de esta actividad mundialmente participando activamente a todo nivel. Luigi Cani es otro exponente brasileño muy talentoso, quien se ha ganado un sitial en su país.
Más al sur, el auge de esta disciplina todavía espera, ya que en 2007 aparece en Chile el primer exponente, un cirujano-dentista, Ramón Rojas, conocido como "Chapa", quien viaja a prepararse en el Viejo Continente y comienza con saltos BASE desde puentes y acantilados. En Chile realiza la apertura de varios objetivos, como "El Velo de la Novia", salto complejo por la baja altura (59 metros) y la sola posibilidad de amerizar en las frías aguas del río Claro, varios puentes, edificios de Santiago y antenas, siendo el primer chileno en completar las 4 categorías de objetos de salto BASE dentro de Chile, además el primer y único sudamericano en realizar Ski-BASE. Argentina cuenta con destacados saltadores BASE, y entre ellos Nico López.